# 加藤山羊
加藤 山羊（かとう やぎ、1979年6月18日 - ）は、日本の漫画家。別名義に加藤 缶（かとう かん）。
当初、「加藤山羊」は加藤缶と漫画原作者の矢樹純（単独で小説家としても活動する）による共同ペンネームであったが、2013年12月から「作画：加藤山羊／原作：矢樹純」の連名に作者表記を変更している。

## 人物
- 青森県青森市出身で、矢樹純は3歳上の姉である。
- 姉妹ともに既婚で育児中の母親でもある。2023年時点で矢樹には大学生1人と高校生2人、加藤には高校生1人と中学生1人と小学生1人、それぞれ3人の子供がいる。
- 2人とも柔道初段。矢樹は30代で子供と一緒に柔道を始めたが、加藤は高校時代に柔道部に所属し、インターハイに出場している。

## 略歴
- 2002年、『ビッグコミックスピリッツ増刊号』（小学館）にてギャグ漫画「合コン地獄変」でデビュー。
- その後、ストーリー漫画に転向。2008年、サスペンス漫画『イノセントブローカー』（小学館）発売。
- 2010年、ホラー漫画『女囚霊 塀の中の殺戮ゲーム』（小学館）発売。
- 2011年より『ビッグコミックオリジナル増刊号』（小学館）にて婚活ミステリー漫画『あいの結婚相談所』を連載。
- 2013年より『月刊少年チャンピオン』（秋田書店）にてホラー漫画『禁忌』を連載。
- 2013年12月、『ビッグコミックオリジナル増刊号』1月号掲載の『あいの結婚相談所』第18話より、それまでの合同ペンネームから「作画：加藤山羊／原作：矢樹純」に変更する。
- 2014年1月、『あいの結婚相談所』第1集（小学館）発売。
- 2014年3月、『禁忌 絶対にやってはいけない13のこと』（秋田書店）発売。
- 2014年11月、『あいの結婚相談所』第2集（小学館）発売。
- 2015年11月、ホラー短編集『或る集落の●（まる）』をKindleストアにて発売。
- 2016年6月、『あいの結婚相談所』第3集（小学館）電子書籍版発売。
- 2016年7月、ミステリー短編集『かけがえのないあなた』Kindleストアにて発売。
- 2016年11月、『あいの結婚相談所』第3集（小学館）発売。
- 2017年1月、『あいの結婚相談所』最終巻となる第4集（小学館）発売。
- 2017年3月、無料漫画配信サービスGANMA!にてホラー漫画『忌鬼（いみりおに）』連載開始。
- 2017年4月、WEB漫画サイトまんが王国にてホラー漫画短編集『イミガタリ―忌み語り―』配信開始。
- 2017年7月-9月、テレビ朝日『金曜ナイトドラマ』枠にて『あいの結婚相談所』が放送[2]。
- 2018年より『リモート・パラサイト～顔のない鬼が僕を喰らう～』を連載。
- 2020年10月、『リモート・パラサイト～顔のない鬼が僕を喰らう～』電子書籍発売。
- 2021年10月、『やぎのふしぎ』（初期短編集）電子書籍発売。

## 作品リスト
- イノセントブローカー（2006年 - 2008年、スピリッツCasual、全1巻、小学館）
- 女囚霊 塀の中の殺戮ゲーム（2010年、全1巻、小学館）
- あいの結婚相談所（2010年6月 - 2016年、ビッグコミックオリジナル増刊号、全4巻、小学館）【矢樹純と連名】
- 禁忌 絶対にやってはいけない13のこと（2014年3月、全1巻、秋田書店）【矢樹純と連名】
- 忌鬼（2017年3月 - 連載中 GANMA!）【矢樹純と連名】
- イミガタリ―忌み語り―（2017年4月、まんが王国）【矢樹純と連名】
- 傀儡の檻 インダクション・ゲーム（2018年12月 - 2019年11月、『月刊ミステリーボニータ』、秋田書店）【矢樹純と連名】